# Galeria Uffizi

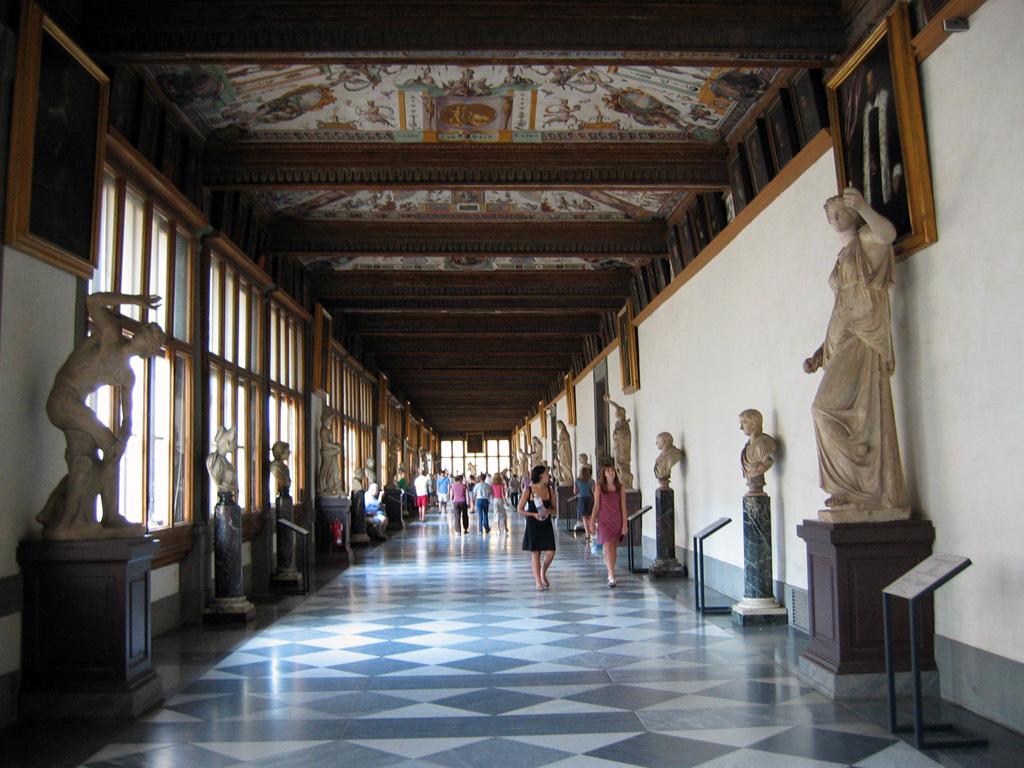
Wnętrze galerii

Galeria Uffizi (wł. Galleria degli Uffizi) – galeria sztuki we Florencji, znajdująca się w pobliżu Piazza della Signoria, jedno z najstarszych muzeów w Europie. Na bryłę budowli składają się dwa prostokątne budynki połączone trzecim, wychodzącym galerią nad rzekę Arno. Dziedziniec pomiędzy dwoma skrzydłami Uffizi nosi nazwę Piazza degli Uffizi. Galeria jest podzielona na kilka pomieszczeń utworzonych dla dzieł z różnych szkół i stylów, w porządku chronologicznym.

## Historia
Budowę Uffizi Kosma I Medyceusz powierzył architektowi i malarzowi Giorgio Vasariemu. Prace rozpoczęto w 1560 roku i po 20 latach ukończono budowlę, w której początkowo miały się mieścić florenckie urzędy administracyjne i sądownicze. Z tym pierwotnym przeznaczeniem wiąże się nazwa obiektu – uffizi w języku włoskim oznacza „urzędy”. Ponieważ w roku 1574 zarówno Kosma I, jak i Vasari zmarli, kontynuacją budowy zajęli się syn Kosmy Francesco I de’ Medici i Bernardo Buontalenti. W 1581 roku budowa Ufizzi została ukończona i na najwyższym piętrze pałacu powstała galeria utworzona przez Francesco I de’ Medici dla umieszczenia tam kolekcji dzieł sztuki zgromadzonej przez Medicich.
W budynkach od strony wewnętrznego dziedzińca, na parterze zbudowano otwartą loggię, poziom I piętra zamykają okna, na II piętrze umieszczono galerię. Na parterze, w niektórych filarach, wykonano nisze mieszczące posągi znanych osobistości Toskanii. W 1971 roku w zabudowaniach parteru odkryto pozostałości romańskiego kościoła San Pietro Scherraggio, w którym zachowały się freski Andrei del Castagno.
W 1993 roku samochód-pułapka eksplodował przy ulicy Via dei Georgofili, a eksplozja uszkodziła część pałacu, zabijając 5 osób. Najpoważniejszych zniszczeń doznał Pokój Niobe, tylko częściowo udało się go odrestaurować, ponieważ freski zostały nieodwracanie uszkodzone. Sprawców eksplozji nie udało się wykryć, ale podejrzewano o nią mafię.

## Zbiory
Na I piętrze znajduje się Gabinet Rysunków i Sztychów (Gabinetto Disegni e Stampe degli Uffizi), jego kolekcję zapoczątkowały gromadzone w XVI wieku zbiory kardynała Leopolda Medyceusza.
Na II piętrze mieści się galeria ulokowana w 45 salach. Zbiory zostały podarowane miastu w 1737 roku przez Annę Marię Ludwikę z Medyceuszów. Oprócz nich, w pomieszczeniach II piętra umieszczono także Archiwum Państwowe przechowujące cenne dokumenty związane z historią Florencji.
Wśród zbiorów Galerii Uffizi przeważają obrazy szkół włoskich i flamandzkich. W salach eksponowane są dzieła malarzy takich jak:
- Cimabue, Giotto, Duccio – trzy ołtarze Ukoronowanie Marii
- Simone Martini – Zwiastowanie
- Piero della Francesca – Portret Księcia Frederica da Montefeltro i Portret Battisty Sforzy (1472–1476)
- Lorenzo Monaco – Pokłon Trzech Króli, Ukoronowanie NMP i Narodzenie
- Fra Filippo Lippi – Madonna z Dzieciątkiem i dwoma aniołami
- Sandro Botticelli – Madonna, Narodziny Wenus (1481–1482), Wiosna (Primavera), Pokłon Trzech Króli
- Leonardo da Vinci – Zwiastowanie, Chrzest, szkic Pokłon Trzech Króli (na obrazach tych są duże fragmenty namalowane ręką Leonardo, ale nie ma obrazu, którego byłby jedynym twórcą)
- Michał Anioł – Święta Rodzina
- Rafael – Cudowna Madonna ze szczygłem, Papież Leon X z kardynałami Giulliem de’ Medicim i Luigim de’ Rossim
- Lucas Cranach – Adam (1528)
- Hugo van der Goes – Tryptyk Portinarich (1473–1475), Pokłon Trzech Króli (1476)
- Albrecht Dürer – Pokłon Trzech Króli, Portret ojca
- Giovanni Bellini – Święta alegoria
- Tycjan – Flora (ok. 1515), Rycerz maltański, Wenus z Urbino (1538), Portret papieża Pawła III z nepotami (1546)
- Rubens – Portret Izabelli Brandt
- Parmigianino – Madonna z długą szyją (1534–1540)
- Antoon van Dyck
- Rembrandt
- Caravaggio – Bachus (ok. 1595), Meduza (1597).

Znajduje się tu także galeria autoportretów słynnych malarzy. Są tu podobizny Andrea del Sarto, Bronzino, Berniniego, Rembrandta, Rubensa, van Dycka, Hogartha, Delacroix i wielu innych. W salach umieszczono także kolekcję starożytnych rzeźb. Wystawiane są również gobeliny (m.in. 8 arrasów tkanych w Brukseli według kartonów narysowanych przez Lukasa de Herre).
Podczas zwiedzania galerii można zobaczyć wizerunki polskich władców. Wystawiane są obrazy z podobiznami Zygmunta I, Zygmunta III Wazy, Władysława IV, Jana III Sobieskiego, Augusta II i Stanisława Augusta Poniatowskiego. Wśród miniatur znajdują się portrety Henryka Walezego, Stefana Batorego, Teresy Lubomirskiej i Heleny Radziwiłłowej.